# 三木町
三木町（みきちょう）は、香川県の東部（東讃）に位置する町。讃岐山脈の麓に位置しており町の主要産業は流通の利便性と自然環境を活かした第一次産業である。高松市のベッドタウンとなっており、また香川大学医学部ならびに農学部を擁する三木キャンパスの学生街でもある。他の地域にある三木との区別から讃岐三木（さぬきみき）と呼ばれる事がある。

## 地理
町域は南北に長く、北部の丘陵地、中央部の平野、南部の山間地域から成る。北と西と南西は高松市、東はさぬき市、南東は徳島県美馬市と境を接する。北部から中南部にかけては高仙山に水源を発する新川水系の流域で、南部は香東川流域、一部は吉野川流域となっている。
- 山: 白山（讃岐七富士のひとつ）、嶽山、立石山、高仙山
- 河川: 新川、香東川
- 池：山大寺池

## 歴史

### 成り立ち
- 1954年（昭和29年）10月1日 町制施行。香川県木田郡の1町4村（平井町、神山村、田中村、氷上村、下高岡村）が合併して三木町が誕生[3]。
- 1955年（昭和30年）10月1日 町章・町旗を制定し使用開始
- 1956年（昭和31年）9月30日 木田郡井戸村を編入合併[3]。
- 1959年（昭和34年）11月1日 旧井戸村の一部（昭和地区）が大川郡長尾町（現在のさぬき市）に編入される[3]。
- 1997年（平成9年）3月29日 高松市と境界変更。
- 2002年（平成14年）12月4日 高松市と境界変更。

### 町名・町章
三木町の町名「三木」は1954年の町制施行と同時に公募によって制定されたもの。同地に律令時代以前より成立し1899年まで存在した三木郡に由来する。同地において長きにわたり親しまれた三木郡の名称を町名とし、その伝統を継承するとともに当時よりの平和郷をさらに発展させる、という意図の元、同郡より名称を受け継いだものとされる。また、本来の「三木」の名は讃岐国高松藩の地誌である『全讃史』（中山城山 著、1828年（文政11年）に成立）に記されている井戸地区高木の「榁の大木」、平木地区の「柊の大木」、朝倉地区の「山椒の大木」の「三大樹」に由来する。
『全讃史』にはこう記される。「井戸高木に上古むろの大木あり、その高さ数十丈、よってその地を高木といい、平木に柊の古木あり、よってその地を平木といい、朝倉に山椒の大樹あり、朝日をさえぎってその里くらし、よって朝倉の里といい、朝倉山椒というもこれにより出づ。この三木あるを以て、三木郡といえり」
町章は上記した町名「三木」の由来を元に、漢字「三木」を大樹の形状に図案化したもの。町の大樹の如き発展を祈念して1955年（昭和30年）に制定されたものである。

## 行政
- 町長：伊藤良春（2018年10月23日就任、2期目）[8]
- 役場各課
  - 議会事務局
  - 総務課
  - 政策課
  - 税務課
  - 住民生活課
  - まんでがん子ども課
  - 健康福祉課
  - 環境保全課
  - 土木建設課
  - 産業振興課（農業委員会事務局）
  - 上下水道課
  - 教育総務課
  - 生涯学習課
  - 出納室
- 高松東警察署
- 高松市消防局三木消防署

### 不祥事

#### DV被害女性の住所漏洩
2022年8月1日、ドメスティックバイオレンス（ＤＶ）の被害者支援措置の対象とされている女性と長男の住所が記載された戸籍付票の写しを加害者の元夫側に２度に渡り漏洩。女性側は精神的苦痛を受けたとして三木町に慰謝料など計３３０万円の損害賠償を求め高松地方裁判所に提訴した。女性と長男は2016年に元夫を加害者とする支援措置を申請したが2020年3月、元夫の代理人弁護士から職務上必要があるとして戸籍付票の請求があり、町は元夫と弁護士の関係を確認せずに写しを交付した。女性は抗議し再発防止を求めたが町は2021年2月にも同じ弁護士に再び交付したとしている。

#### ふるさと納税の不正利用
ふるさと納税の返礼品に関わる業務を担当していた課長補佐級の男性職員が、2019年1月から2021年3月までの間、自身と配偶者名義で合わせて7回、ふるさと納税の返礼品を指定する際に不正にシステムを操作して上限を超える返礼割合6割の返礼品（総額20万円あまり）を受け取っていたとして、2023年10月6日付で懲戒免職処分となった。

## 議会

### 町議会
- 定数：16人
- 任期：2023年4月30日 - 2027年4月29日
- 議長：富田修司
- 副議長：友保陽子

### 衆議院
- 選挙区：香川2区（高松市（旧国分寺町・香川町・香南町・塩江町・牟礼町・庵治町域）、丸亀市（旧綾歌町・飯山町域）、坂出市、さぬき市、東かがわ市、木田郡、綾歌郡）
- 任期：2021年10月31日 - 2025年10月30日
- 当日有権者数：258,730人
- 投票率：58.53％

| 当落 | 候補者名   | 年齢 | 所属党派   | 新旧別 | 得票数   | 重複 |
| ---- | ---------- | ---- | ---------- | ------ | -------- | ---- |
| 当   | 玉木雄一郎 | 52   | 国民民主党 | 前     | 94,530票 | ○    |
|      | 瀬戸隆一   | 56   | 自由民主党 | 元     | 54,334票 | ○    |

## 経済
三木町の商業は主に中心地区となっている平木地区、池戸地区、鹿伏地区、井戸地区（いわゆる長尾街道沿い）の近辺に集中しており、工業に関しては以上に加えて高松東ファクトリーパークを擁している井上地区や郊外部である氷上地区、田中地区などが担っている。農業に関しては郊外山間部となる井上地区や鹿庭地区が担っており米やイチゴ、アスパラガス、トマトなどを主要農産物としている。

### 商業

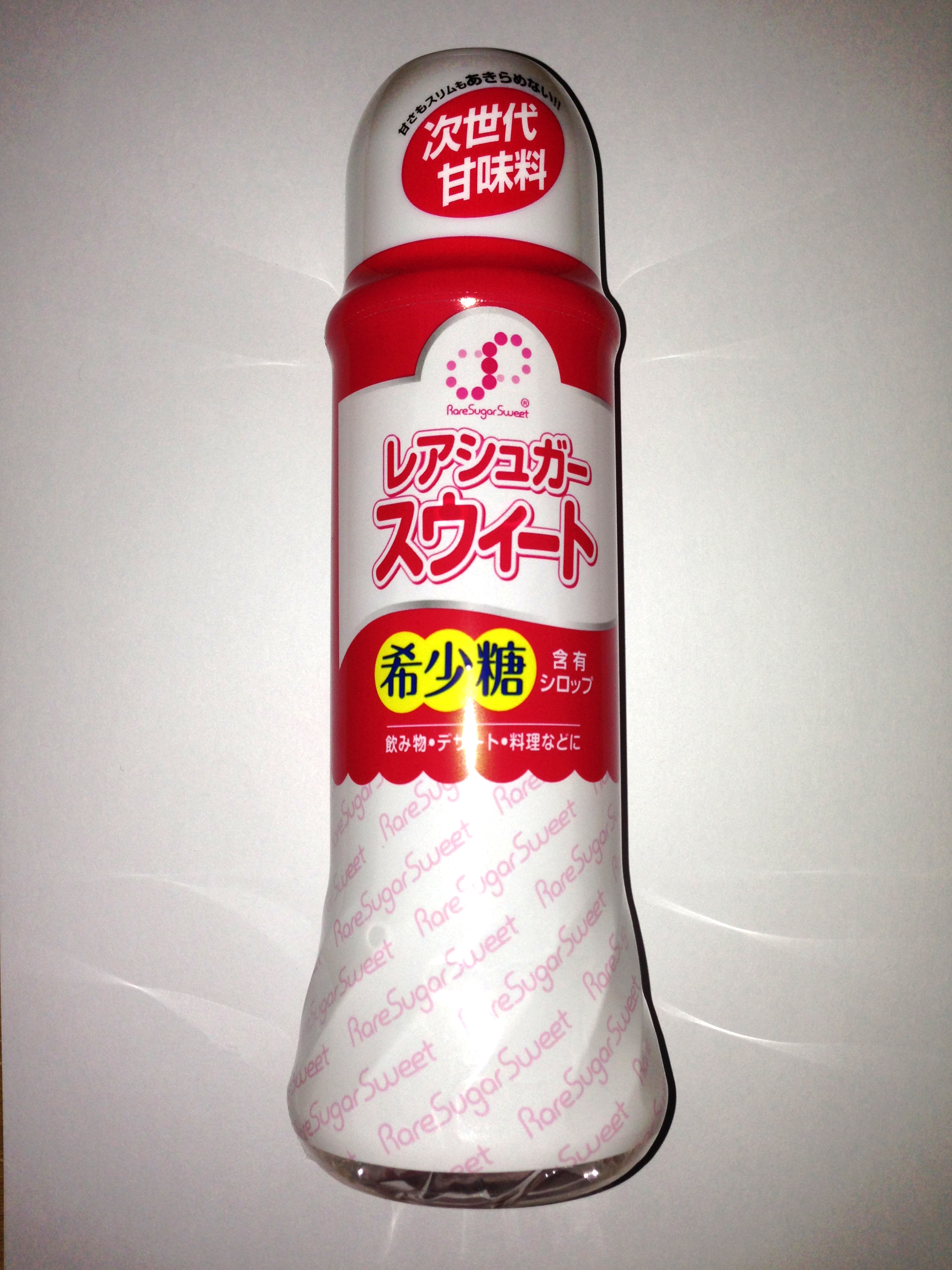
希少糖シロップ

- マルナカ三木店 （スーパーマーケット）
ゲオ（レンタルビデオ） などが入店。
かつては デンキランド(電機屋、2012/7/15をもって閉店)やマクドナルド（ファーストフード）31アイス（アイスクリーム、2017/5/7閉店）宮脇書店（本屋、2019年閉店、香川大学医学部店に移転転換）が入店していた。
- ベルシティ （ショッピングモール）
マルヨシセンターベルシティ店（スーパーマーケット） イトウゴフク（服飾）ミーツ（100円ショップ）タカラブネ（菓子）などが入店。
平木駅前より伸びる商店街から移転し、テナント出展を行っている個人商店もある。
日本テレビ系列（本域内の担当放送局はRNC西日本放送）24時間テレビの香川県内イベントを行う会場の一つ。町の祭催事である「獅子たちの里三木まんで願」の主会場でもある。
- あいあいタウン （ショッピングモール）
ハローズ三木店 （スーパーマーケット）[注 5] ガスト（ファミリーレストラン）、ミスタードーナツ（ドーナツ）、ビデオ100（レンタルビデオ）、バナナクラブ（カラオケ）、DCMダイキ三木店（ホームセンター）などが敷地内に入店。
- 株式会社藤井製麺[11]（うどん・製麺）通称:フジメン　(屋号　伝統の味 藤麺)
- 寒川食品（うどん）（2018年6月8日　破産により製麺工場、飲食店ともに閉店）
- 株式会社レアスウィー[12] / 株式会社希少糖生産技術研究所[13]（希少糖）
- 株式会社コート[14]（標識）
- エムケーインデクト[15]（土木工事業）
- 株式会社LEDグロー[16]（LED照明）

- NIPPURA株式会社（アクリル）
- 株式会社サンエイ[17]（サイン）

など

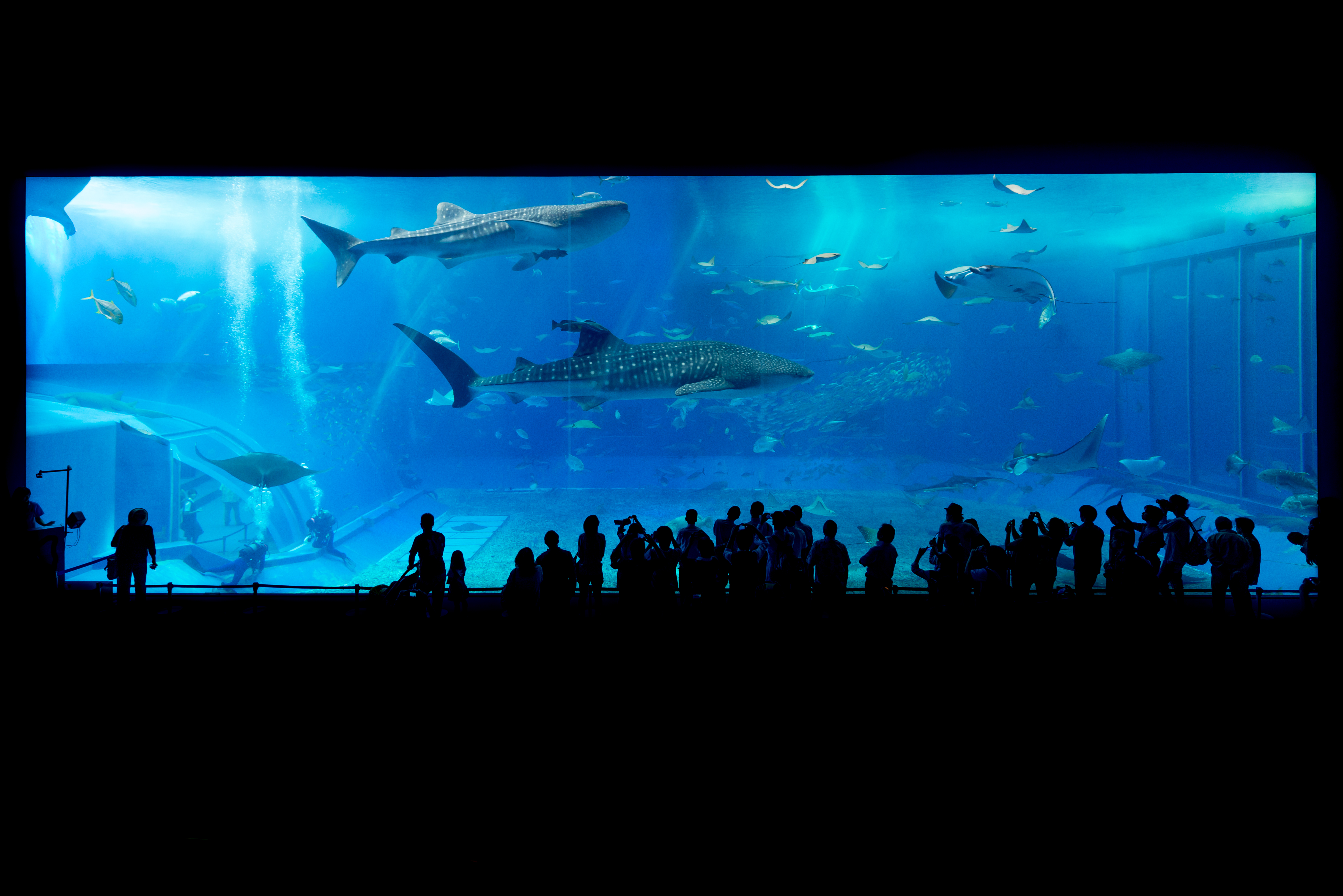
「黒潮の海」水槽のアクリルパネル - 日プラ

- 町内うどん屋数 14軒 （ホットカプセル刊『さぬきうどん全店制覇攻略本』によるデータ）

### 産業
- 主な産業
  - 農業
  - 商業
- 産業人口
  - 農家戸数 2,199戸
  - 商店数 282店舗
- 工業団地『高松東ファクトリーパーク』（井上地区～さぬき市）
  - 誘致企業:NIPPURA ナベプロセスなど

## 姉妹都市・提携都市

### 国内
- 七飯町（北海道亀田郡）

1999年（平成11年）10月11日姉妹都市提携調印。
2005年（平成17年）夏季に早明浦ダム枯渇による大渇水が発生。計15000本にも及ぶ2Lペットボトルが七飯町より三木町に義援のための「友情の水」として贈られる。

### 海外
- ディズベリー町（カナダアルバータ州）

## 地域

### 人口
| |                                        |  |
| 三木町と全国の年齢別人口分布（2005年） | 三木町の年齢・男女別人口分布（2005年） |  |
| ■紫色 ― 三木町 ■緑色 ― 日本全国 | ■青色 ― 男性 ■赤色 ― 女性              |  |
| 三木町（に相当する地域）の人口の推移 \| 1970年（昭和45年） \| 23,308人 \| \| \| 1975年（昭和50年） \| 23,930人 \| \| \| 1980年（昭和55年） \| 24,989人 \| \| \| 1985年（昭和60年） \| 26,021人 \| \| \| 1990年（平成2年） \| 26,966人 \| \| \| 1995年（平成7年） \| 27,766人 \| \| \| 2000年（平成12年） \| 28,769人 \| \| \| 2005年（平成17年） \| 28,790人 \| \| \| 2010年（平成22年） \| 28,464人 \| \| \| 2015年（平成27年） \| 27,684人 \| \| \| 2020年（令和2年） \| 26,878人 \| \| |                                        |  |
| 総務省統計局 国勢調査より |                                        |  |
| 1970年（昭和45年） | 23,308人                               |  |
| 1975年（昭和50年） | 23,930人                               |  |
| 1980年（昭和55年） | 24,989人                               |  |
| 1985年（昭和60年） | 26,021人                               |  |
| 1990年（平成2年） | 26,966人                               |  |
| 1995年（平成7年） | 27,766人                               |  |
| 2000年（平成12年） | 28,769人                               |  |
| 2005年（平成17年） | 28,790人                               |  |
| 2010年（平成22年） | 28,464人                               |  |
| 2015年（平成27年） | 27,684人                               |  |
| 2020年（令和2年） | 26,878人                               |  |

### 健康

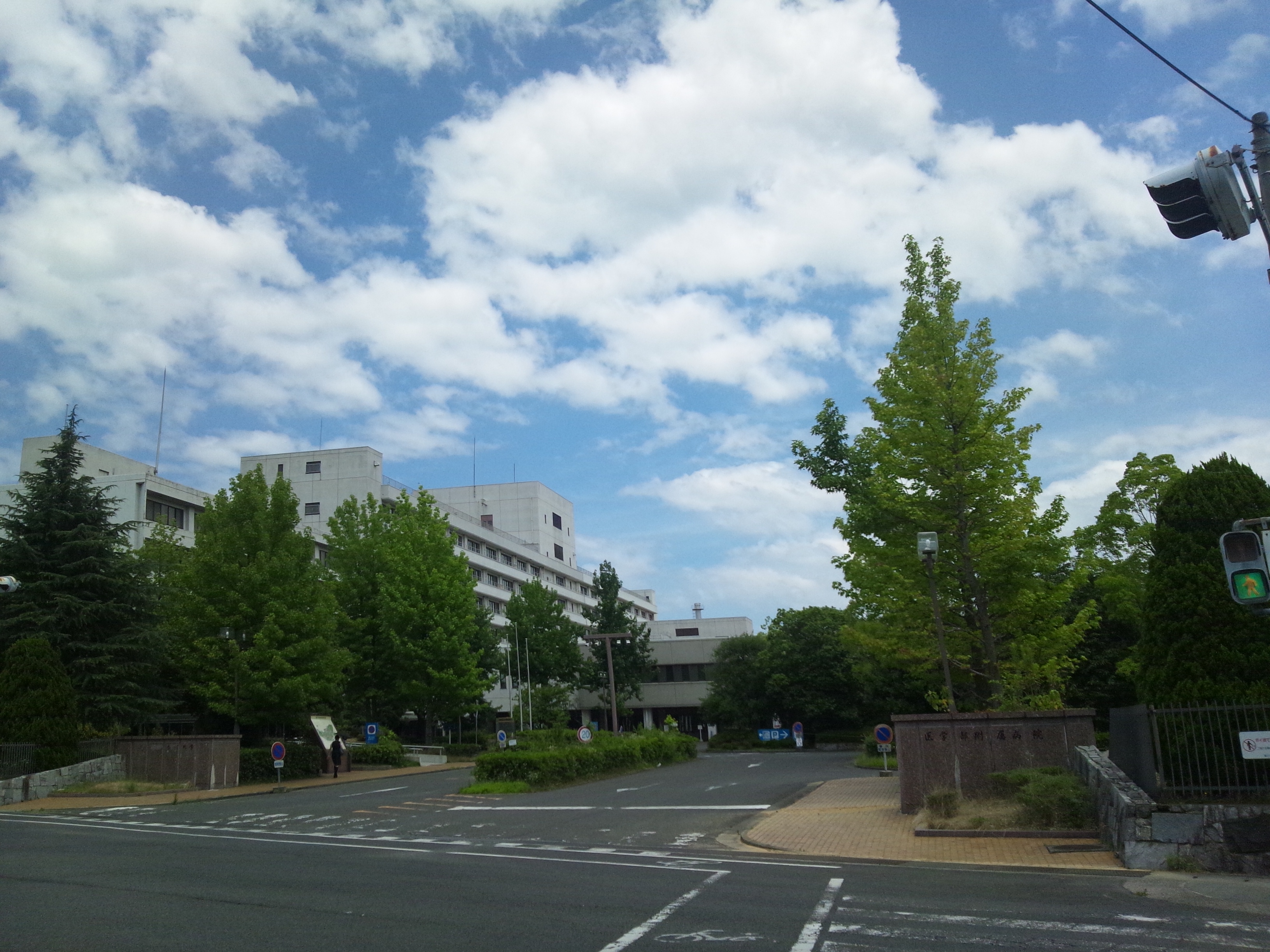
香川大学医学部附属病院

- 平均年齢 調査中

#### 病院・医院
- 香川大学医学部附属病院（池戸/高松東インターチェンジ降りてすぐ）
- 樫村病院（平木）
- 讃陽堂 松原病院（池戸）
- 阿部歯科医院（池戸）
- 中原医院（下高岡）
- おかべ整形外科（井戸）
- 川人外科内科（井戸）
- きただい医院（下高岡）
- 河本医院（氷上）
- 小山眼科医院（池戸/高松東警察署より西へ100m）
- 小西耳鼻咽喉科医院（氷上）
- 佐々木皮フ科クリニック（氷上）
- 生協みき診療所（氷上）
- 中島内科クリニック（鹿伏）
- 林外科胃腸科（池戸）
- 三木みよし内科医院（池戸）
- 南福萬 みぞぶち医院（氷上）
- もり歯科矯正歯科医院（池戸）

### 教育
町内に小中高大の国公立学校が揃っている。大学は香川大学医学部と農学部のつのキャンパスがあり「文教の町」を自認する町である。

#### 保育園
- 私立大宮保育園
- 三木町立神山保育所
- 三木町立下高岡保育所
- 私立砂入保育園
- 私立長覚寺保育所
- 私立氷上保育所
- 私立平井保育園
- ししの子保育所

#### 幼稚園
- 三木町立神山幼稚園
- 三木町立小蓑幼稚園
- 三木町立田中幼稚園
- 三木町立白山幼稚園
- 三木町立氷上幼稚園
- 三木町立ししの子幼稚園
- 私立あおば幼稚園

#### 小学校
- 三木町立田中小学校
- 三木町立白山小学校[19]
- 三木町立氷上小学校[20]
- 三木町立平井小学校

#### 中学校
- 三木町立三木中学校

#### 高等学校
- 香川県立三木高等学校

#### 大学・短期大学
- 国立香川大学農学部
- 国立香川大学医学部

## 文化

### 食文化

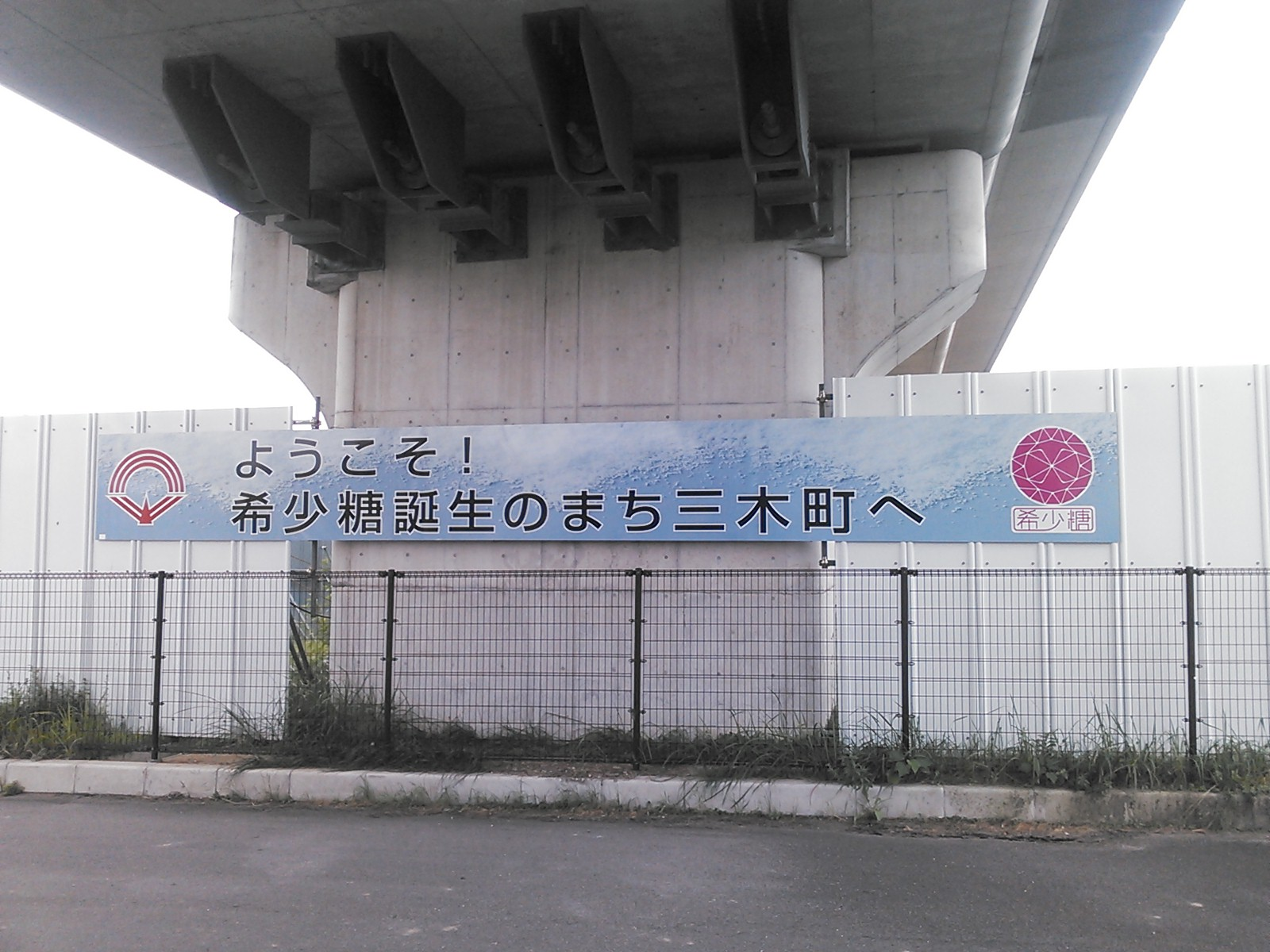
さぬき三木インターチェンジ前にかかっている三木町「希少糖誕生の町」看板

- 香川県農業試験場にて開発された讃岐うどん用国産小麦・さぬきの夢2000の試験栽培が開始され、同品種の名産地として脚光を浴びている。この事はNHK総合のドキュメンタリー番組「プロジェクトX〜挑戦者たち〜」第149回（2004年（平成16年）7月6日放映分）にて「さぬきうどん 至高のうまさとは」というタイトルで紹介された。
- 町内にキャンパスを持つ香川大学農学部において、何森健教授がDTE酵素を発見し、同酵素による希少糖の製法を確立。大量生産への道筋を作り、そのための研究センターおよび販売会社を同農学部施設として三木町内に設立させた。そのため、これを町の主要産業のひとつと位置づけて「希少糖（誕生）の町」を名乗っている。

### 伝統芸能
- 農繁期前後において町内の各地区において、豊穣や商繁を祈願するために町内会の青年団が各家を回り獅子舞を披露する風習がある。この事から「獅子舞の町」を称しており10月下旬に行われる『獅子たちの里三木まんで願』（旧称：獅子舞フェスタ）で知られる。

## 交通

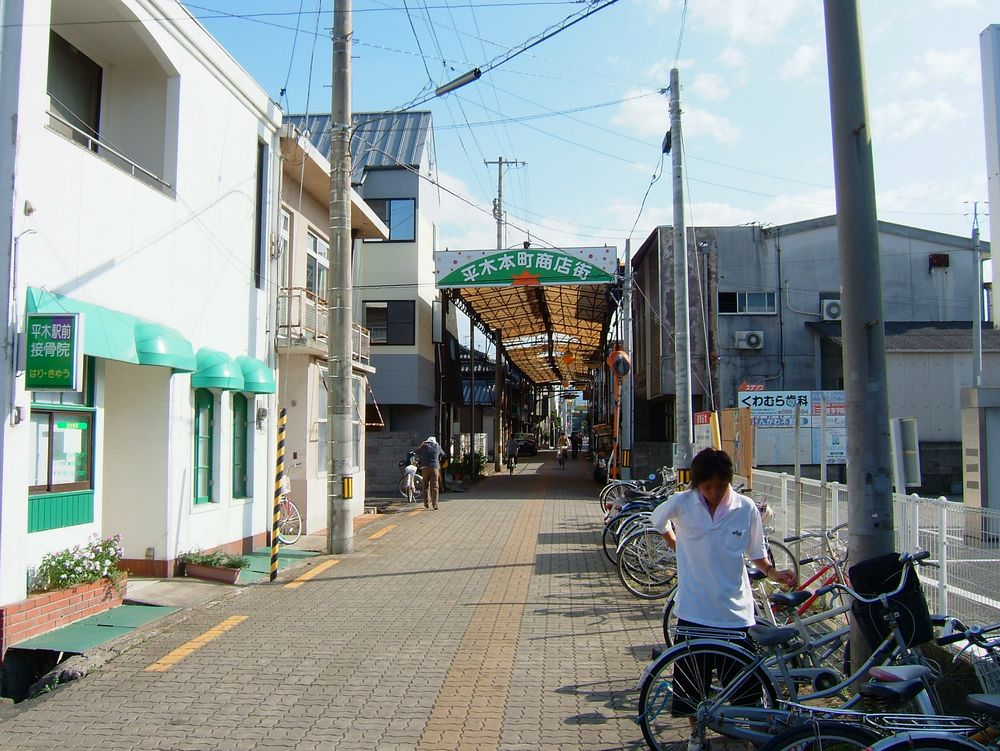
平木駅前

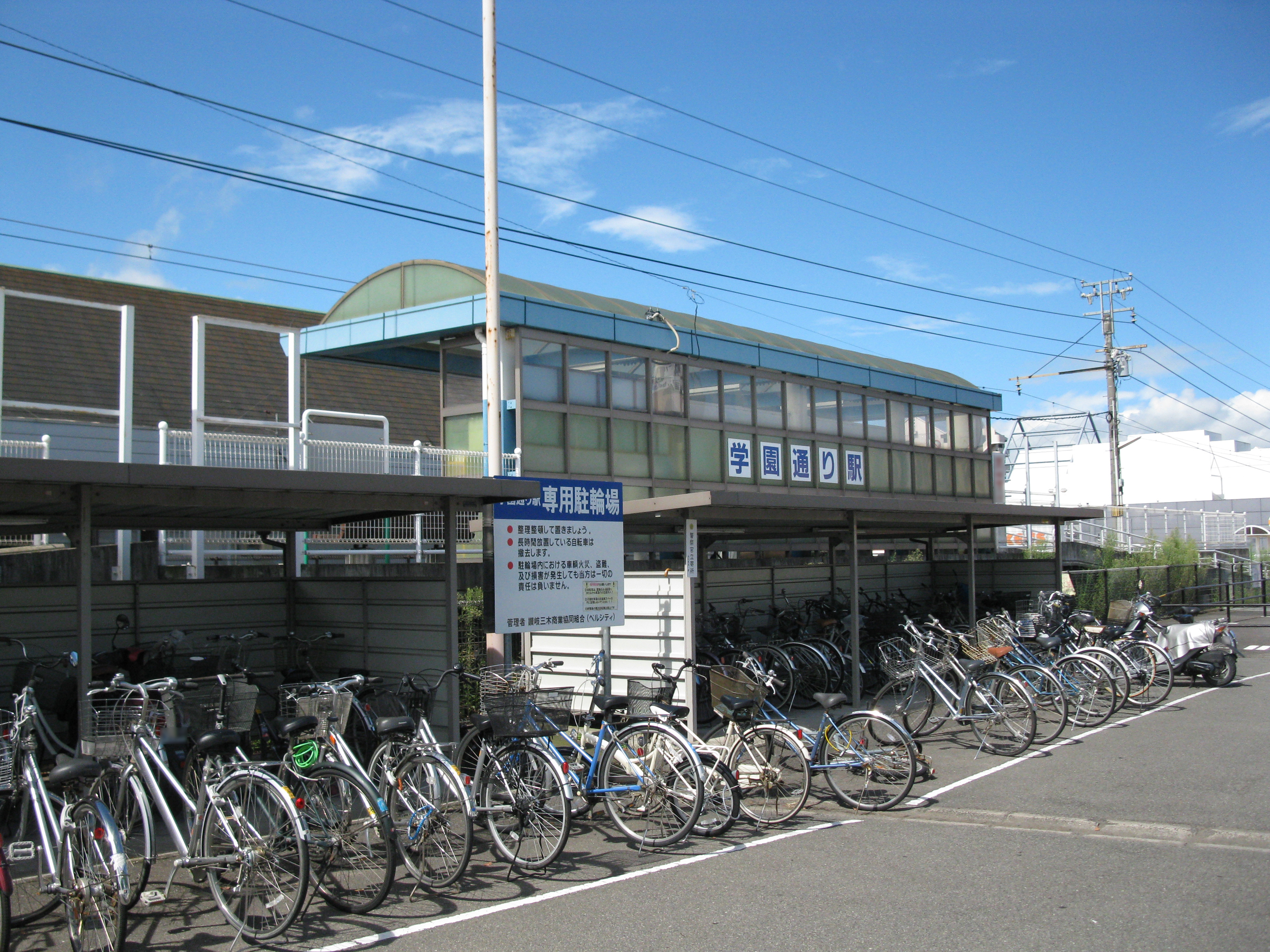
学園通り駅

### 鉄道路線
町内の鉄道は高松琴平電気鉄道（ことでん）長尾線が長尾街道沿いに通っており、町役場最寄り駅は学園通り駅である。他にベルシティ、県立三木高校、文化交流プラザなども学園通りが最寄駅。平木駅は高松東警察署、三木中学校への最寄駅。
- 長尾線:（高松市） - 池戸駅 - 農学部前駅- 平木駅- 学園通り駅 - 白山駅 - 井戸駅 - 公文明駅 - （さぬき市）

### 道路
- 高速道路
  - 高松自動車道

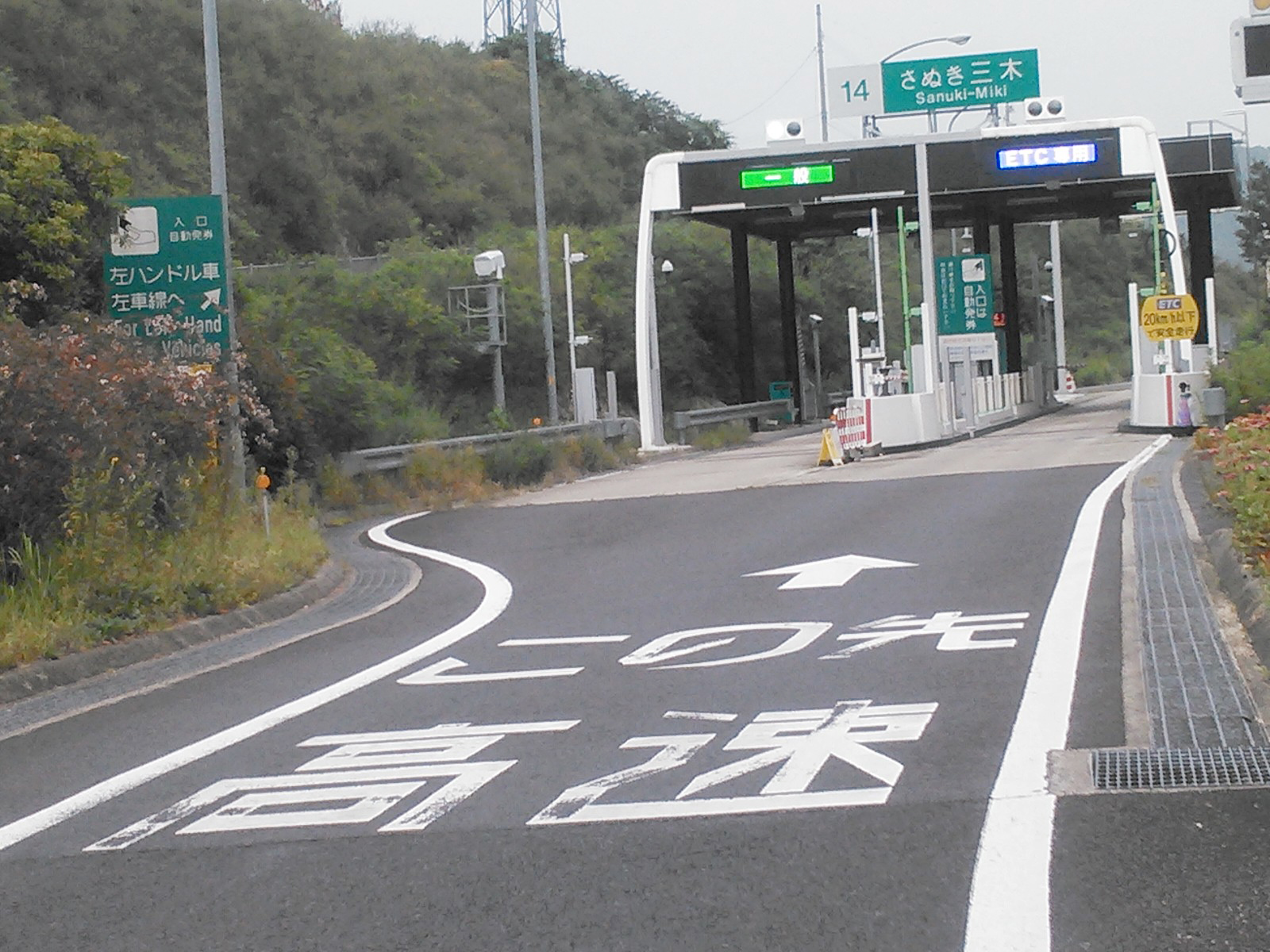
さぬき三木インターチェンジ

    - 町内にあるインターチェンジ：さぬき三木インターチェンジ[注 6]
- 一般国道
  - 町内を走る一般国道
    - 国道11号高松東バイパス
    - 国道193号（国道492号重複）
    - 国道377号
- 県道
  - 町内を走る主要地方道
    - 香川県道10号高松長尾大内線[注 7]
      - さぬき東街道・長尾街道バイパス[注 7]

    - 香川県道12号三木国分寺線
    - 香川県道13号三木綾川線（通称：さぬき新道[注 8]）
    - 香川県道37号三木津田線
    - 香川県道38号三木牟礼線
    - 香川県道42号小蓑前田東線

  - 町内を走る一般県道
    - 香川県道147号太田上町志度線
    - 香川県道148号多和三木線
    - 香川県道263号鹿庭奥山線
    - 香川県道279号三木寒川線（通称:さぬき新道[注 8]）
- 旧藩街道
  - 長尾街道（備考：香川県道10号高松長尾大内線旧道区間、現在は指定を解除）[注 7]

### バス
- 路線バス

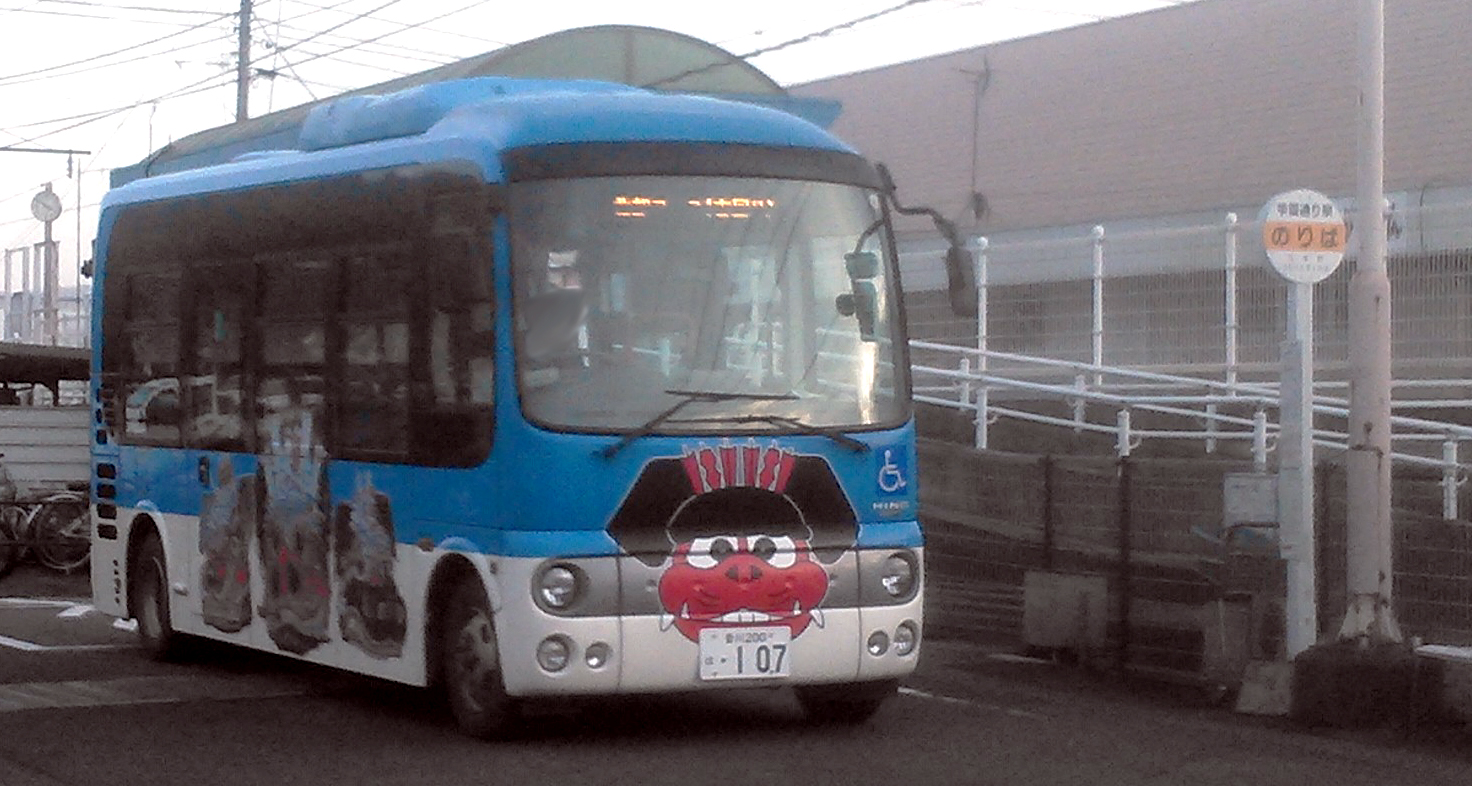
三木町コミュニティバス

  - ことでんバス 高松医療センター・大学病院線 - 大学病院停留所は同社唯一の高松市外にある停留所。
  - 大川バス 引田線
- コミュニティバス
  - 三木町コミュニティバス 町内循環線・山南地区線
- 高速バス（高速三木BS）
  - JR四国バス 高松エクスプレス大阪・神戸・京都号
  - 四国高速バス ハローブリッジ、さぬきエクスプレス名古屋・大阪・神戸、高松エクスプレス京都号
  - 西東京バス ハローブリッジ
  - 名鉄バス さぬきエクスプレス名古屋号
  - 西日本JRバス 高松エクスプレス大阪・神戸・京都号
  - 京阪バス 高松エクスプレス京都号
  - 阪急バス さぬきエクスプレス
  - 高松エクスプレス たかなんフットバス
  - 徳島バス 徳島岡山エクスプレス
  - 両備バス 徳島岡山エクスプレス

- 隣接市町村への連絡
  - 高松市：高松築港駅までことでん長尾線、学園通りより約25分。
  - さぬき市：長尾駅までことでん長尾線、学園通り駅より約10分。

- 広範囲な連絡
  - 東京都：JR東京駅まで高速バス、高速三木BSより約10時間30分。
  - 神奈川県横浜市：JR横浜駅まで高速バス、高速三木BSより約9時間。
  - 愛知県名古屋市：名鉄バスセンターまで高速バス、高速三木BSより約6時間30分。
  - 京都府京都市：JR京都駅まで高速バス、高速三木BSより約3時間20分。
  - 大阪府大阪市：JR大阪駅まで高速バス、高速三木BSより約3時間。
  - 兵庫県神戸市：JR新神戸駅まで高速バス、高速三木BSより約2時間30分。
  - 岡山県倉敷市：JR倉敷駅まで高速バス、高速三木BSより約2時間10分。
  - 岡山県岡山市：JR岡山駅まで高速バス、高速三木BSより約1時間20分。

## 名所・旧跡・観光スポット・祭事・催事・大獅子

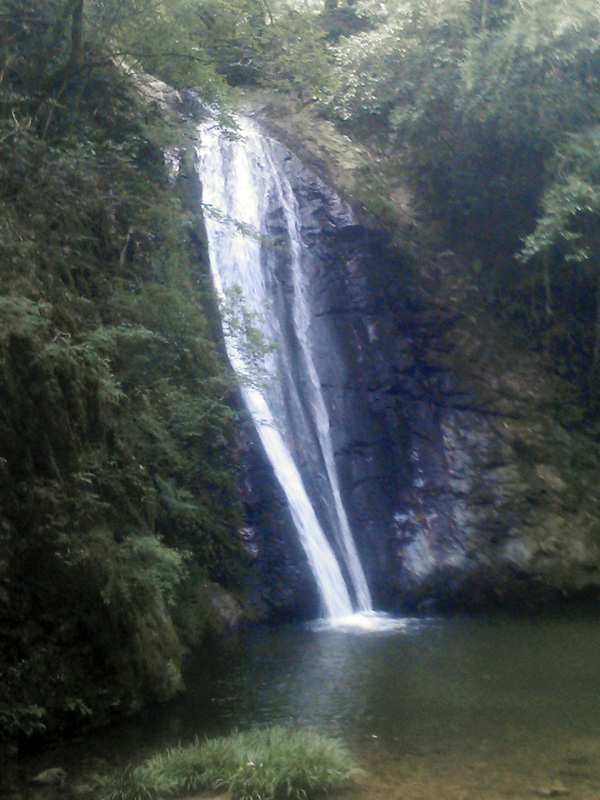
虹の滝・雄滝

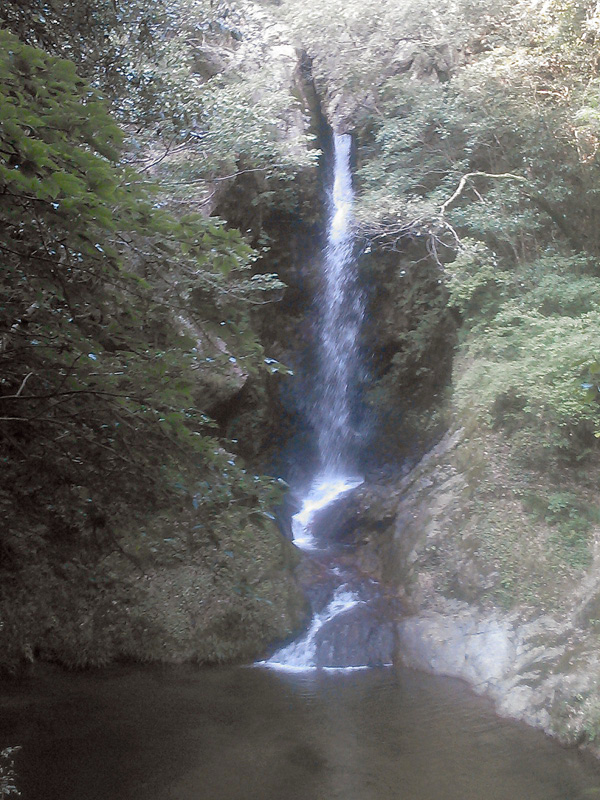
虹の滝・雌滝

### 祭事・催事
- 獅子たちの里三木まんで願（10月）[注 9]
  - 獅子舞フェスタ獅子たちの里三木まんで願の前身。
- 大獅子
- 三木町いけのべ七夕まつり（8月第1土日）

### 催事場など
- 三木町文化交流プラザ（コンベンションホール）
- 高仙山山頂公園
- 総合運動公園並びに太古の森
太古の森は三木町出身の植物学者、三木茂博士が化石として発見した古代樹メタセコイアを記念して植樹された公園である。
- トレスタ白山（旧ヴィラさぬき　　サンピアさぬき）
併設されているアイスアリーナはアイスホッケーチーム・香川アイスフェローズのホームアリーナである。
- おくごう
- 公渕森林公園
公渕森林公園は全体的には隣地区である高松市東植田の施設だが東入口のみ三木町田中に所属している。

### 名所・旧跡
- 白山（讃岐七富士のひとつ）
- 静薬師
- 浄土寺（雷不動）四国三十六不動霊場第33番札所
- 虹の滝
- 二本杉
- 三つ子石池
- 旧木田郡役所（池戸公民館）

1919年（大正8年）に木田郡の郡役所として建設された、ドーマー設置による大正洋風様式の古建築物。三木町重要文化財。現・池戸公民館。展示会場として一般公開されている。
- 立石隧道（通称：中村トンネル）

高松市牟礼町原との境にある手掘りトンネルで、三木牟礼線の開通前に三木町と旧・牟礼町を結んでいた町道立石東線の北端に位置する。

### 大獅子

#### 天野神社
天野神社大獅子保存会
昭和天皇即位の祝賀行事として奉納された『天野神社の大獅子』は、獅子頭が320kg、油単(ゆたん)の長さは20m、50～60人で担ぎ出されます。
天野神社女大獅子保存会
2016年に二代目の大獅子として、天野神社女大獅子保存会を結成。
2016年天野神社秋季大祭で初お披露目。
イベントとしては、『獅子たちの里　三木まんで願』秋大祭2016でお披露目

#### 氷上八幡神社
氷上八幡神社重元・石ヶ坪大獅子保存会
昭和63年から四年の歳月をかけて制作された『氷上八幡神社の大獅子』は、獅子頭の重さ250kg,油単(ゆたん)の長さ20m、50～60人で担ぎ出されます。

#### 鰐河神社
四條鰐河神社新開大獅子保存会
力士の枕元に神が立ち、そのお告げにより奉納された『鰐川神社の大獅子』は、享保年間(1716年～1735年)からの歴史がある町指定文化財で、獅子頭が45kg、油単(ゆたん)の長さは10mあります。

## 著名な出身者
- 奈良専二 （農業指導者）明治三大老農の1人
- 鎌倉芳太郎 （染織家）人間国宝、三木町名誉町民
- 三木茂（植物学者、古生物学者）古代樹メタセコイアの発見者
- 平井太郎（政治家）元郵政大臣、参議院副議長
- 真鍋武紀（政治家）前香川県知事
- 植田まさし（漫画家）東京都生まれ。幼少期を三木町で育ち、代表作に『コボちゃん』『かりあげクン』『フリテンくん』『まさし君』『おとぼけ課長』他。
- 熊野輝光（元プロ野球選手）阪急ブレーブス、読売ジャイアンツに所属していた。ロサンゼルスオリンピック金メダリスト。
- 藤澤翼（スタジアムDJ・ラジオパーソナリティー）丸亀市生まれで三木町育ち。
- 松本竜也（元プロ野球選手）読売ジャイアンツに所属していた。
- 渡邊雄太（バスケットボール選手）NBAメンフィス・グリズリーズ所属、日本代表
- 泉和良（別名義：ジェバンニP、ジスカルド）（文人）小説家、音楽家（ボカロP）、同人ゲームクリエイター
- 入谷豊州（実業家）旧奧鹿村出身、関光汽船・阪九フェリー等の創業者
- 細川長平（内務官僚）旧平井村出身、沖縄県・埼玉県各知事（官選）

## 郵便

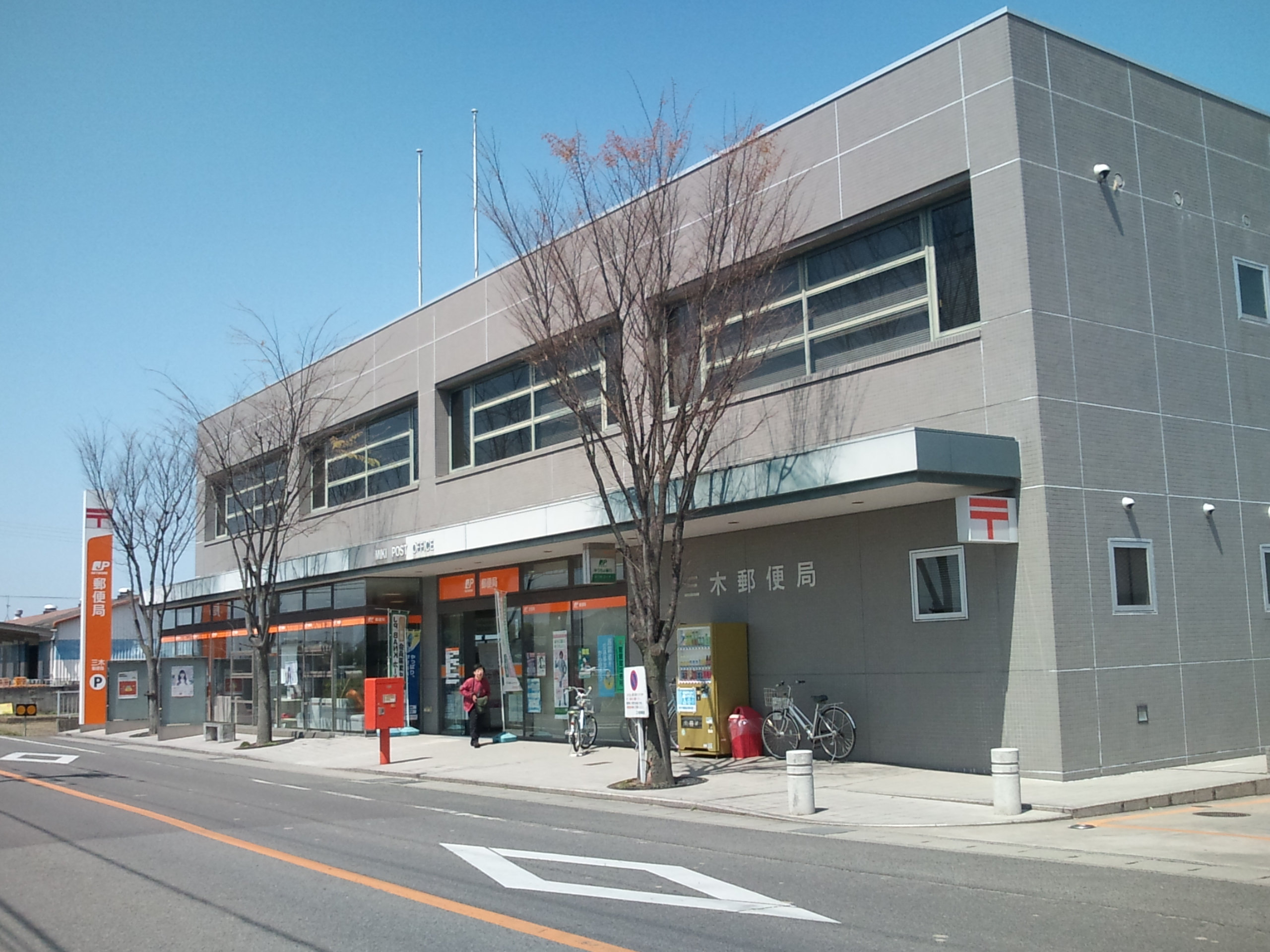
三木郵便局

- 三木郵便局（集配局）：761-07xx、761-06xx、761-08xx

- 田中郵便局
- 香川大学病院内郵便局

- 平木郵便局
- 神山郵便局

- 氷上簡易郵便局
- 井戸簡易郵便局

- 下高岡簡易郵便局

## 三木町を舞台とした作品
- 香川県オールロケ映画『百年の時計』にて主人公・神高涼香の生活圏とされている。